# Lekkoatletyka na Letnich Igrzyskach Olimpijskich 2016 – bieg na 200 m kobiet
Bieg na 200 metrów kobiet – jedna z konkurencji lekkoatletycznych rozgrywanych podczas igrzysk olimpijskich w Rio de Janeiro.
Obrończynią tytułu mistrzowskiego z 2012 roku była Amerykanka Allyson Felix, której jednak nie wystąpiła w tej konkurencji na igrzyskach olimpijskich w Rio de Janeiro. Nie zakwalifikowała się w próbach olimpijskich w Stanach Zjednoczonych. Do osiągnięcia minimum olimpijskiego zabrakło jej 0,01 s.
W zawodach wzięły udział 64 zawodniczki z 45 państw.

## Terminarz
Wszystkie godziny podane są w czasie brazylijskim (UTC-03:00) oraz polskim (CEST).
| Data             | Godzina rozpoczęcia | Godzina rozpoczęcia |            |
| Data             | UTC-03:00           | CEST                |            |
| ---------------- | ------------------- | ------------------- | ---------- |
| 15 sierpnia 2016 | 09:35               | 14:35               | Eliminacje |
| 16 sierpnia 2016 | 22:00               | 03:00               | Półfinały  |
| 17 sierpnia 2016 | 22:30               | 03:30               | Finał      |

## Rekordy
Tabela uwzględnia rekordy uzyskane przed rozpoczęciem biegu.
|                                                      | Zawodnik                 | Wynik   | Miejsce | Data                  |
| ---------------------------------------------------- | ------------------------ | ------- | ------- | --------------------- |
| Rekord świata                                        | Florence Griffith-Joyner | 21,34 s | Seul    | 29 września 1988(dts) |
| Rekord olimpijski                                    | Florence Griffith-Joyner | 21,34 s | Seul    | 29 września 1988(dts) |
| Najlepszy wynik na listach światowych w sezonie 2016 | Dafne Schippers          | 21,93 s | Oslo    | 9 czerwca 2016(dts)   |

## Wyniki

### Eliminacje
2 najlepsze zawodniczki z każdego biegu (Q) oraz 6 pozostałych z najlepszymi czasami (q) zakwalifikowały się do półfinałów.
Bieg 1
| Pozycja | Tor | Zawodniczka         | Reprezentacja     | Reakcja         | Wynik | Uwagi |
| ------- | --- | ------------------- | ----------------- | --------------- | ----- | ----- |
| 1       | 4   | Dafne Schippers     | Holandia          | 0,145           | 22,51 | Q     |
| 2       | 7   | Natalija Pohrebniak | Ukraina           | 0,134           | 22,64 | Q     |
| 3       | 6   | Crystal Emmanuel    | Kanada            | 0,144           | 22,80 | q,    |
| 4       | 5   | Anna Kiełbasińska   | Polska            | 0,155           | 22,95 | SB    |
| 5       | 2   | Reyare Thomas       | Trynidad i Tobago | 0,202           | 22,97 |       |
| 6       | 1   | Maja Mihalinec      | Słowenia          | 0,132           | 23,38 |       |
| 7       | 3   | Olivia Borlée       | Belgia            | 0,170           | 23,53 |       |
| 8       | 8   | Afa Ismail          | Malediwy          | 0,193           | 24,96 | NR    |
|         |     |                     |                   | Wiatr: +0,5 m/s |       |       |

Bieg 2
| Pozycja | Tor | Zawodniczka        | Reprezentacja     | Reakcja         | Wynik | Uwagi |
| ------- | --- | ------------------ | ----------------- | --------------- | ----- | ----- |
| 1       | 1   | Jenna Prandini     | Stany Zjednoczone | 0,163           | 22,62 | Q     |
| 2       | 7   | Lisa Mayer         | Niemcy            | 0,172           | 22,86 | Q,    |
| 3       | 6   | Tynia Gaither      | Bahamy            | 0,160           | 22,90 | q     |
| 4       | 5   | Ángela Tenorio     | Ekwador           | 0,160           | 22,94 | q,    |
| 5       | 3   | Celiangeli Morales | Portoryko         | 0,164           | 23,00 | PB    |
| 6       | 2   | Gloria Hooper      | Włochy            | 0,167           | 23,05 |       |
| 7       | 8   | Mariely Sánchez    | Dominikana        | 0,159           | 23,39 |       |
| 8       | 4   | Cynthia Bolingo    | Belgia            | 0,188           | 23,98 |       |
|         |     |                    |                   | Wiatr: +0,8 m/s |       |       |

Bieg 3
| Pozycja | Tor | Zawodniczka       | Reprezentacja     | Reakcja         | Wynik | Uwagi |
| ------- | --- | ----------------- | ----------------- | --------------- | ----- | ----- |
| 1       | 3   | Michelle-Lee Ahye | Trynidad i Tobago | 0,170           | 22,50 | Q     |
| 2       | 5   | Simone Facey      | Jamajka           | 0,164           | 22,78 | Q     |
| 3       | 8   | Kauiza Venancio   | Brazylia          | 0,187           | 23,06 |       |
| 4       | 4   | Alyssa Conley     | Południowa Afryka | 0,114           | 23,17 |       |
| 5       | 1   | Isidora Jiménez   | Chile             | 0,132           | 23,29 |       |
| 6       | 2   | Estela García     | Hiszpania         | 0,137           | 23,43 |       |
| 7       | 7   | Natalija Strohowa | Ukraina           | 0,164           | 23,69 |       |
| 8       | 6   | Yelena Ryabova    | Turkmenistan      | 0,170           | 25,45 |       |
|         |     |                   |                   | Wiatr: +0,6 m/s |       |       |

Bieg 4
| Pozycja | Tor | Zawodniczka        | Reprezentacja            | Reakcja         | Wynik | Uwagi |
| ------- | --- | ------------------ | ------------------------ | --------------- | ----- | ----- |
| 1       | 7   | Marie Josée Ta Lou | Wybrzeże Kości Słoniowej | 0,141           | 22,31 | Q,    |
| 2       | 4   | Elaine Thompson    | Jamajka                  | 0,177           | 22,63 | Q     |
| 3       | 3   | Gina Lückenkemper  | Niemcy                   | 0,207           | 22,80 | q     |
| 4       | 2   | Maria Belimbasaki  | Grecja                   | 0,183           | 23,19 |       |
| 5       | 6   | Justine Palframan  | Południowa Afryka        | 0,151           | 23,33 |       |
| 6       | 1   | Janet Amponsah     | Ghana                    | 0,157           | 23,67 |       |
| 7       | 8   | Diana Chubeserjan  | Armenia                  | 0,146           | 25,16 |       |
| 8       | 5   | Margret Hassan     | Sudan Południowy         | 0,263           | 26,99 | PB    |
|         |     |                    |                          | Wiatr: +0,6 m/s |       |       |

Bieg 5
| Pozycja | Tor | Zawodniczka         | Reprezentacja   | Reakcja         | Wynik | Uwagi |
| ------- | --- | ------------------- | --------------- | --------------- | ----- | ----- |
| 1       | 4   | Blessing Okagbare   | Nigeria         | 0,158           | 22,71 | Q     |
| 2       | 7   | Dina Asher-Smith    | Wielka Brytania | 0,164           | 22,77 | Q     |
| 3       | 1   | Anthonique Strachan | Bahamy          | 0,161           | 22,96 | SB    |
| 4       | 8   | Tessa van Schagen   | Holandia        | 0,189           | 23,41 |       |
| 5       | 2   | Gina Bass           | Gambia          | 0,179           | 23,43 |       |
| 6       | 6   | Srabani Nanda       | Indie           | 0,150           | 23,58 |       |
| 7       | 5   | Aurelie Alcindor    | Mauritius       | 0,201           | 24,55 |       |
| 8       | 3   | Gayane Chiloyan     | Armenia         | 0,179           | 25,03 |       |
|         |     |                     |                 | Wiatr: -0,1 m/s |       |       |

Bieg 6
| Pozycja | Tor | Zawodniczka         | Reprezentacja     | Reakcja        | Wynik | Uwagi |
| ------- | --- | ------------------- | ----------------- | -------------- | ----- | ----- |
| 1       | 7   | Deajah Stevens      | Stany Zjednoczone | 0,160          | 22,45 | Q     |
| 2       | 4   | Nercely Soto        | Wenezuela         | 0,196          | 22,89 | Q,    |
| 3       | 2   | Jamile Samuel       | Holandia          | 0,159          | 23,04 |       |
| 4       | 5   | Ramona Papaioannou  | Cypr              | 0,140          | 23,10 | PB    |
| 5       | 1   | Jelizaweta Bryzhina | Ukraina           | 0,178          | 23,28 |       |
| 6       | 8   | Nigina Sharipova    | Uzbekistan        | 0,140          | 23,33 |       |
| 7       | 6   | Wiktorija Ziabkina  | Kazachstan        | 0,167          | 23,34 |       |
| 8       | 3   | Najima Parveen      | Pakistan          | 0,183          | 26,11 |       |
|         |     |                     |                   | Wiatr: 0,0 m/s |       |       |

Bieg 7
| Pozycja | Tor | Zawodniczka            | Reprezentacja                        | Reakcja         | Wynik | Uwagi |
| ------- | --- | ---------------------- | ------------------------------------ | --------------- | ----- | ----- |
| 1       | 6   | Iwet Łałowa-Collio     | Bułgaria                             | 0,136           | 22,61 | Q     |
| 2       | 3   | Ella Nelson            | Australia                            | 0,155           | 22,66 | Q     |
| 3       | 4   | Jodie Williams         | Wielka Brytania                      | 0,135           | 22,69 | q,    |
| 4       | 1   | Lorène Bazolo          | Portugalia                           | 0,166           | 23,01 | PB    |
| 5       | 8   | Chisato Fukushima      | Japonia                              | 0,125           | 23,21 |       |
| 6       | 5   | LaVerne Jones-Ferrette | Wyspy Dziewicze Stanów Zjednoczonych | 0,127           | 23,35 |       |
| 7       | 2   | Vitória Cristina Rosa  | Brazylia                             | 0,191           | 23,35 | SB    |
| 8       | 7   | Sheniqua Ferguson      | Bahamy                               | 0,153           | 23,62 |       |
|         |     |                        |                                      | Wiatr: +0,5 m/s |       |       |

Bieg 8
| Pozycja | Tor | Zawodniczka          | Reprezentacja            | Reakcja         | Wynik | Uwagi |
| ------- | --- | -------------------- | ------------------------ | --------------- | ----- | ----- |
| 1       | 8   | Tori Bowie           | Stany Zjednoczone        | 0,145           | 22,47 | Q     |
| 2       | 6   | Murielle Ahouré      | Wybrzeże Kości Słoniowej | 0,156           | 22,52 | Q,    |
| 3       | 3   | Mujinga Kambundji    | Szwajcaria               | 0,139           | 22,78 | q,    |
| 4       | 1   | Nadine Gonska        | Niemcy                   | 0,129           | 23,03 |       |
| 5       | 5   | Eleni Artimata       | Cypr                     | 0,166           | 23,27 |       |
| 6       | 2   | Arialis Gandulla     | Kuba                     | 0,149           | 23,41 |       |
| 7       | 7   | Brenessa Thompson    | Gujana                   | 0,155           | 23,65 |       |
| 8       | 4   | Maizurah Abdul Rahim | Brunei                   | 0,173           | 28,02 | PB    |
|         |     |                      |                          | Wiatr: +0,1 m/s |       |       |

Bieg 9
| Pozycja | Tor | Zawodniczka             | Reprezentacja              | Reakcja         | Wynik | Uwagi |
| ------- | --- | ----------------------- | -------------------------- | --------------- | ----- | ----- |
| 1       | 3   | Ofonime Odiong          | Bahrajn                    | 0,156           | 22,74 | Q,    |
| 2       | 1   | Semoy Hackett           | Trynidad i Tobago          | 0,162           | 22,78 | Q     |
| 3       | 6   | Veronica Campbell-Brown | Jamajka                    | 0,170           | 22,97 |       |
| 4       | 8   | Olga Safronowa          | Kazachstan                 | 0,144           | 23,29 |       |
| 5       | 7   | Ashley Kelly            | Brytyjskie Wyspy Dziewicze | 0,191           | 23,61 |       |
| 6       | 4   | Tameka Williams         | Saint Kitts i Nevis        | 0,160           | 23,61 |       |
| 7       | 2   | Sabina Veit             | Słowenia                   | 0,161           | 23,75 |       |
| 8       | 5   | Kristina Pronżenko      | Tadżykistan                | 0,213           | 25,53 |       |
|         |     |                         |                            | Wiatr: +0,6 m/s |       |       |

### Półfinały
2 najlepsze zawodniczki z każdego biegu (Q) oraz 2 pozostałych z najlepszymi czasami (q) zakwalifikowały się do finału.
Półfinał 1
| Pozycja | Tor | Zawodniczka       | Reprezentacja     | Reakcja         | Wynik | Uwagi |
| ------- | --- | ----------------- | ----------------- | --------------- | ----- | ----- |
| 1       | 3   | Dafne Schippers   | Holandia          | 0,139           | 21,96 | Q     |
| 2       | 4   | Elaine Thompson   | Jamajka           | 0,164           | 22,13 | Q,    |
| 3       | 5   | Deajah Stevens    | Stany Zjednoczone | 0,170           | 22,38 | q     |
| 4       | 7   | Dina Asher-Smith  | Wielka Brytania   | 0,143           | 22,49 | q     |
| 5       | 6   | Blessing Okagbare | Nigeria           | 0,179           | 22,69 |       |
| 6       | 2   | Mujinga Kambundji | Szwajcaria        | 0,121           | 22,83 |       |
| 7       | 8   | Lisa Mayer        | Niemcy            | 0,162           | 22,90 |       |
| 8       | 1   | Tynia Gaither     | Bahamy            | 0,149           | 23,45 |       |
|         |     |                   |                   | Wiatr: +0,1 m/s |       |       |

Półfinał 2
| Pozycja | Tor | Zawodniczka         | Reprezentacja            | Reakcja         | Wynik | Uwagi |
| ------- | --- | ------------------- | ------------------------ | --------------- | ----- | ----- |
| 1       | 3   | Marie Josée Ta Lou  | Wybrzeże Kości Słoniowej | 0,156           | 22,28 | Q,    |
| 2       | 4   | Iwet Łałowa-Collio  | Bułgaria                 | 0,127           | 22,42 | Q,    |
| 3       | 7   | Ella Nelson         | Australia                | 0,165           | 22,50 | PB    |
| 4       | 6   | Jenna Prandini      | Stany Zjednoczone        | 0,196           | 22,55 |       |
| 5       | 5   | Natalija Pohrebniak | Ukraina                  | 0,163           | 22,81 |       |
| 6       | 8   | Semoy Hackett       | Trynidad i Tobago        | 0,240           | 22,94 |       |
| 7       | 2   | Ángela Tenorio      | Ekwador                  | 0,160           | 22,99 |       |
| 8       | 1   | Jodie Williams      | Wielka Brytania          | 0,173           | 22,99 |       |
|         |     |                     |                          | Wiatr: +0,1 m/s |       |       |

Półfinał 3
| Pozycja | Tor | Zawodniczka       | Reprezentacja            | Reakcja         | Wynik | Uwagi |
| ------- | --- | ----------------- | ------------------------ | --------------- | ----- | ----- |
| 1       | 4   | Tori Bowie        | Stany Zjednoczone        | 0,145           | 22,13 | Q     |
| 2       | 6   | Michelle-Lee Ahye | Trynidad i Tobago        | 0,153           | 22,25 | Q     |
| 3       | 8   | Simone Facey      | Jamajka                  | 0,158           | 22,57 | SB    |
| 4       | 5   | Murielle Ahouré   | Wybrzeże Kości Słoniowej | 0,144           | 22,59 |       |
| 5       | 2   | Gina Lückenkemper | Niemcy                   | 0,196           | 22,73 |       |
| 6       | 3   | Ofonime Odiong    | Bahrajn                  | 0,156           | 22,84 |       |
| 7       | 7   | Nercely Soto      | Wenezuela                | 0,174           | 22,88 | SB    |
| 8       | 1   | Crystal Emmanuel  | Kanada                   | 0,149           | 23,05 |       |
|         |     |                   |                          | Wiatr: +0,8 m/s |       |       |

### Finał
| Pozycja | Tor | Zawodniczka        | Reprezentacja            | Reakcja         | Wynik | Uwagi |
| ------- | --- | ------------------ | ------------------------ | --------------- | ----- | ----- |
| 1. !    | 6   | Elaine Thompson    | Jamajka                  | 0,152           | 21,78 | SB    |
| 2. !    | 4   | Dafne Schippers    | Holandia                 | 0,141           | 21,88 | SB    |
| 3. !    | 5   | Tori Bowie         | Stany Zjednoczone        | 0,143           | 22,15 |       |
| 4       | 3   | Marie Josée Ta Lou | Wybrzeże Kości Słoniowej | 0,153           | 22,21 | NR    |
| 5       | 2   | Dina Asher-Smith   | Wielka Brytania          | 0,135           | 22,31 | SB    |
| 6       | 6   | Michelle-Lee Ahye  | Trynidad i Tobago        | 0,158           | 22,34 |       |
| 7       | 1   | Deajah Stevens     | Stany Zjednoczone        | 0,171           | 22,65 |       |
| 8       | 7   | Iwet Łałowa-Collio | Bułgaria                 | 0,104           | 22,69 |       |
|         |     |                    |                          | Wiatr: -0,1 m/s |       |       |

Źródło: Rio 2016